# Islanda ai XIII Giochi olimpici invernali
L'Islanda partecipò ai XIII Giochi olimpici invernali, svoltisi a Lake Placid, Stati Uniti, dal 14 al 23 febbraio 1980, con una delegazione di 6 atleti impegnati in due discipline.